# ルステンブルク
ルステンブルク（アフリカーンス語: Rustenburg）は、南アフリカ共和国の北西州の都市である。
マガリースバーグ山地（Magaliesberg）の麓に位置する。
ルステンブルグ、ラステンブルグ、ルステンバーグ、ラステンバーグとも表記する。市内のロイヤル・バフォケン・スタジアムは、2010 FIFAワールドカップの会場のひとつとして使用された。

## 交通
空港
- ルステンブルグ空港

## 産業
郊外にマリカナ鉱山など有力なプラチナ鉱山が存在する。